# Naïa Okasha
Naïa Okasha (Longjumeau, 5 de junio de 2009) es una deportista francesa que compite en gimnasia rítmica, en la modalidad de conjuntos. Ganó una medalla de plata en el Campeonato Europeo de Gimnasia Rítmica de 2025, en la prueba de 5 con cinta.

## Palmarés internacional
| Campeonato Europeo | Campeonato Europeo | Campeonato Europeo | Campeonato Europeo |
| Año                | Lugar              | Medalla            | Prueba             |
| ------------------ | ------------------ | ------------------ | ------------------ |
| 2025               | Tallin (Estonia)   | Medalla de plata   | 5 con cinta        |